# Evening (The Moody Blues)
Evening is een combinatie van twee nummers van de Moody Blues. Het is de zesde track van hun album Days of Future Passed. Days of Future Passed geeft een schema van alledag en met Evening wordt de avond aangeduid. Evening wordt voorafgegaan door het nummer (Evening) Time to get away en bestaat uit een 
1. orkestraal en instrumentaal intro
2. The sun set
3. orkestraal en instrumentaal intermezzo (waarin nog The afternoon doorklinkt)
4. Twilight time
5. orkestrale en instrumentale overgang naar The night

## The sun set
The sun set, soms ook gespeld als The sunset, is de tweede bijdrage van Mike Pinder aan dit album. Het nummer heeft een Oosters//Indiaas karakter door de combinatie zang en slagwerk in het begin. Ook de dwarsfluit ten opzichte van de mellotron/orkest geven het een mystiek karakter. In de originele versie was er tevens ruimte voor de piano, doch die is bij de later mix in 1978 verwijderd. De zang is van Pinder zelf en besluit met "And the world still goes on, throught the night". Er is ook een versie opgenomen zonder orkest.

## Twilight time
Na een kort intermezzo komt er een rocknummer van Ray Thomas, dat een basisklank heeft als van de oudere nummers van de Moodies. De zang is hier in tegenstelling tot de meeste nummers van de Moodies eentonig, als een soort drone. In dit nummer zit ook weer het stuwende ritme van de andere Thomas-nummers. De herhaling van dezelfde noten en ritmen zou Thomas ook gebruiken bij het volgende album In Search of the Lost Chord. Tegenover het rockkarakter van de muziek staat een dromerige tekst: "In twilight time: dream with me a while".